# Quartier du Roi (Saint-Barthélemy)
Le Quartier du Roi est un quartier de Saint-Barthélemy dans les Caraïbes. Il est situé dans la partie nord-ouest de l'île. L’élévation estimée du terrain au-dessus du niveau de la mer est de 43 mètres.

## Histoire
Le Quartier du Roi porte en lui les traces d'un riche passé historique. Ainsi nommé en hommage aux réfugiés protestants et à leur quête de liberté, ce quartier symbolise l'union entre la France et les Caraïbes, mélangeant traditions européennes et charme tropical.
Le fuseau horaire local s'appelle America/St Barthelemy avec un décalage UTC d'environ -4 heures.
D’après l’inventaire des biens de deux habitants du quartier appelé «  Anse des Lézards », Marie-Rose Pimont, veuve de Jacques « fils » Gréaux, et Joseph Roustan, rédigé en novembre 1788 pour la succession, le « Quartier du Roy » est à cette époque composé de deux parties, l'Anse des Lézards » et l'Anse des Cailles.
Le « Quartier du Roy » est un quartier dont les limites bougent au fil du temps. Parfois il englobe une partie du quartier de « Saint-Jean », parfois aussi, jusqu’à certaines parties de celui de « Lurin ».
Dans les débuts de la colonisation, le « Quartier du Roy » est même une paroisse, celle de « Sous le Vent » avec une petite église. Dans un rapport de novembre 1687, cette église est dite « bâtie en partie de méchante maçonnerie, couverte de paille, et le comble de méchant bois » alors que celle du « Quartier d’Orléans » est construite en bonne maçonnerie.
De nos jours, le « Quartier du Roy » désigne le petit plateau qui domine l’ « Anse des Cayes ».